# Taux de chute
 (janvier 2012).
Si vous disposez d'ouvrages ou d'articles de référence ou si vous connaissez des sites web de qualité traitant du thème abordé ici, merci de compléter l'article en donnant les références utiles à sa vérifiabilité et en les liant à la section « Notes et références ».
En aéronautique, le taux de chute est la vitesse verticale en descente d'un aéronef non propulsé (en particulier d'un planeur).
En air calme, il est déterminé par les performances aérodynamiques et représenté, en fonction de la vitesse air, par la polaire des vitesses. Le taux de chute mini d'un planeur est obtenu à une vitesse légèrement supérieure à la vitesse minimum (vitesse de décrochage) et inférieure à celle de finesse maximum, quand la tangente à la polaire des vitesses est horizontale.
À la traversée d'une ascendance thermique, le taux de chute est diminué. Si elle est supérieure au taux de chute, la vitesse verticale est positive, on parle alors de taux de montée ou de vitesse ascensionnelle.